# Estruturalismo (biologia)

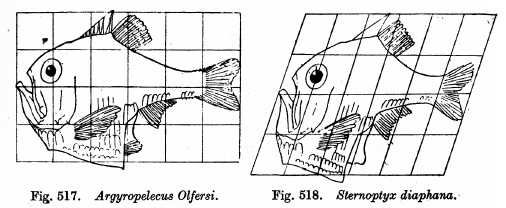
Em seu livro de 1917, en, D'Arcy Thompson ilustra a transformação geométrica da forma corporal de um peixe em outro com um mapeamento de cisalhamento de 20°. Ele não discute as causas evolutivas dessa mudança estrutural, o que levou a suspeitas de vitalismo.

Estruturalismo biológico ou estruturalismo processual é uma escola de pensamento biológico que se opõe a uma explicação exclusivamente darwiniana ou adaptacionista da seleção natural, como descrito na síntese moderna do século XX. Em vez disso, propõe que a evolução é guiada de maneira diferente, por forças físicas que moldam o desenvolvimento do corpo de um animal, sugerindo por vezes que essas forças superam completamente a seleção.
Os estruturalistas sugeriram diversos mecanismos que poderiam ter orientado a formação dos planos corporais. Antes de Darwin, Étienne Geoffroy Saint-Hilaire argumentou que os animais compartilham partes homólogas e que, se uma fosse ampliada, as outras seriam reduzidas em compensação. Após Darwin, D'Arcy Thompson insinuou vitalismo e ofereceu explicações geométricas em seu clássico de 1917, On Growth and Form [en]. Adolf Seilacher [en] propôs a inflação mecânica para estruturas "pneu" em fósseis da biota ediacarana, como o Dickinsonia. Günter P. Wagner [en] defendeu o viés desenvolvimental, destacando restrições estruturais no desenvolvimento embrionário. Stuart Kauffman favoreceu a auto-organização, a ideia de que estruturas complexas emergem holisticamente e de forma espontânea a partir da interação dinâmica de todas as partes de um organismo. Michael Denton argumentou por leis da forma, pelas quais universais platônicos ou "Tipos" se auto-organizam. Stephen J. Gould e Richard Lewontin propuseram  "enjuntas biológicas", características criadas como subproduto da adaptação de estruturas próximas. Gerd B. Müller [en] e Stuart A. Newman sugeriram que o surgimento de muitos filos no registro fóssil durante a explosão cambriana foi uma evolução "pré-mendeliana" causada por fatores físicos. Brian Goodwin, descrito por Wagner como parte de "um movimento 'pseudoscientífico' em biologia evolutiva", nega que a complexidade biológica possa ser reduzida à seleção natural e argumenta que a formação de padrões é impulsionada por campos morfogenéticos.
Biólogos darwinianos criticaram o estruturalismo, enfatizando que há evidências abundantes de que a seleção natural é eficaz e, a partir da  homologia profunda, de que genes estiveram envolvidos na formação dos organismos ao longo da história evolutiva. Eles aceitam que algumas estruturas, como a membrana celular, se auto-organizam, mas negam que a auto-organização possa conduzir a evolução em larga escala.

## História

Diversas alternativas ao darwinismo foram propostas desde o século XIX para explicar como a evolução ocorreu, dado que muitos cientistas inicialmente rejeitaram a seleção natural. Muitas dessas teorias, incluindo restrições estruturais ou desenvolvimentais, levaram (setas azuis sólidas) a alguma forma de evolução dirigida (ortogênese), com ou sem invocar controle divino (setas azuis pontilhadas). Essas teorias foram amplamente superadas pela síntese moderna da genética e seleção natural no início do século XX (setas laranjas tracejadas).

### Lei da compensação de Geoffroy
Em 1830, Étienne Geoffroy Saint-Hilaire defendeu uma visão estruturalista contra a posição funcionalista (teleológica) de Georges Cuvier. Geoffroy acreditava que as homologias estruturais entre animais indicavam um padrão ideal compartilhado; essas não implicavam evolução, mas uma unidade de plano, uma lei da natureza. Ele também acreditava que, se uma parte fosse mais desenvolvida em uma estrutura, as outras seriam reduzidas em compensação, pois a natureza sempre usava os mesmos materiais: se mais fosse usado para uma característica, menos estaria disponível para as demais.

### Morfologia de D'Arcy Thompson
Em seu livro "excêntrico e belo" de 1917, On Growth and Form, D'Arcy Wentworth Thompson revisitou a antiga ideia de "leis universais da forma" para explicar as formas observadas nos organismos vivos. O escritor científico Philip Ball afirma que Thompson "apresenta princípios matemáticos como uma agência modeladora que pode superar a seleção natural, mostrando como as estruturas do mundo vivo frequentemente ecoam as do mundo inorgânico", e destaca sua "frustração com as explicações 'é por que é' da morfologia oferecidas pelos darwinianos". Em vez disso, Ball escreve, Thompson elabora como não a hereditariedade, mas forças físicas governam a forma biológica. O filósofo da biologia Michael Ruse escreveu de forma semelhante que Thompson "tinha pouco apreço pela seleção natural", preferindo certamente "explicações mecânicas" e possivelmente flertando com o vitalismo.

### Estruturas pneu de Seilacher

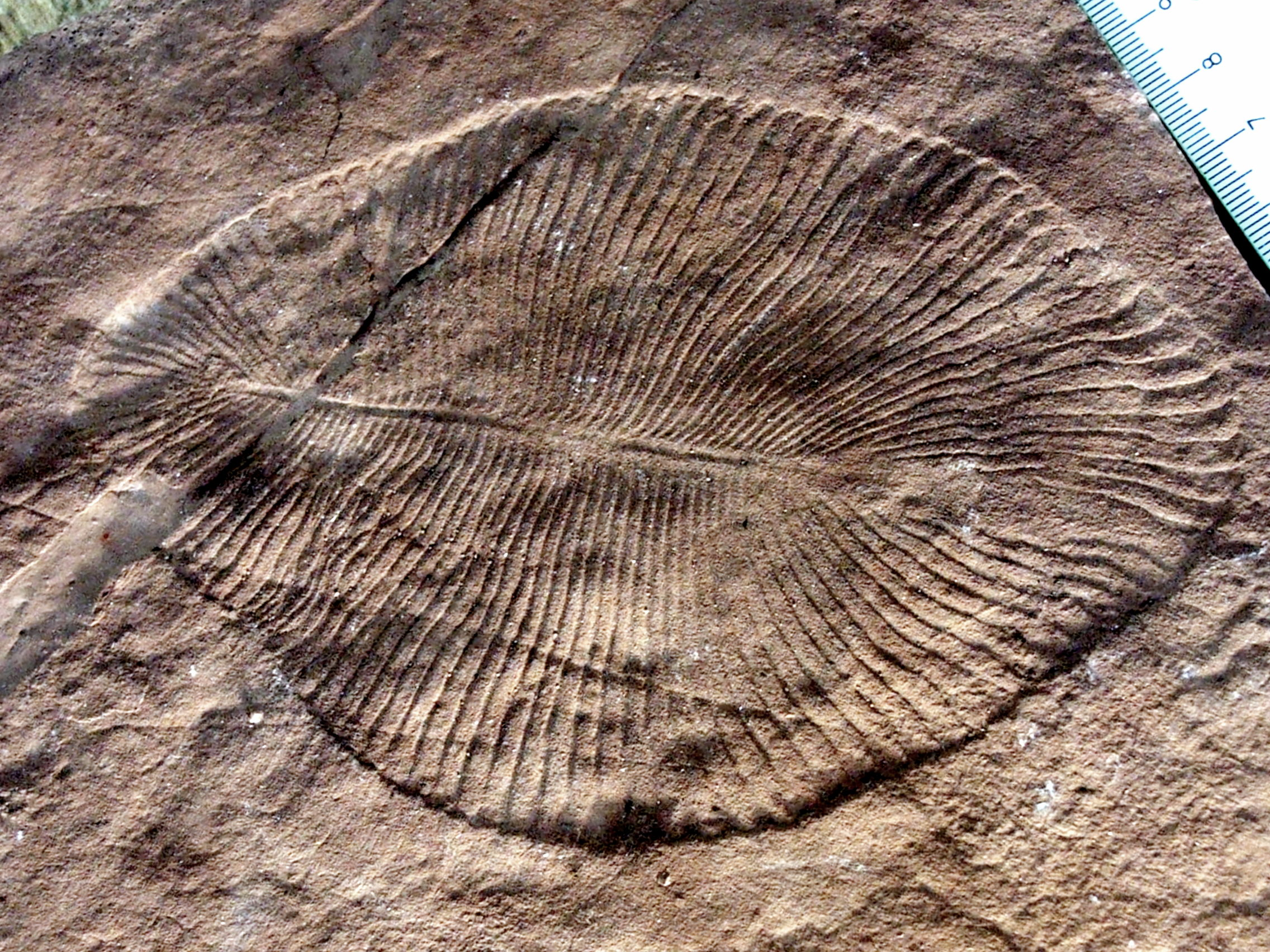
Fóssil de Dickinsonia descrito como uma estrutura "pneu" com câmaras infladas. Na visão estruturalista de Adolf Seilacher, a estrutura é determinada mecanicamente pela necessidade de distribuir a tensão pela superfície, em vez de ter sido guiada pela seleção natural.

Assim como Thompson, o paleontólogo Adolf Seilacher enfatizou restrições fabricacionais na forma. Ele interpretou fósseis como o Dickinsonia na biota ediacarana como estruturas "pneu" determinadas por inflação mecânica, em vez de terem sido impulsionadas pela seleção natural.

### Restrições de Wagner no desenvolvimento
Em seu livro de 2014, Homology, Genes, and Evolutionary Innovation, o biólogo evolutivo Günter P. Wagner defende "o estudo da novidade como distinto da adaptação". Ele define novidade como o momento em que uma parte do corpo desenvolve uma existência individual e quase independente, ou seja, como uma estrutura distinta e reconhecível, o que ele sugere que pode ocorrer antes que a seleção natural comece a adaptar a estrutura para alguma função. Ele constrói uma visão estruturalista da biologia evolutiva do desenvolvimento, usando evidências empíricas, argumentando que homologia e novidade biológica são aspectos-chave que requerem explicação, e que o viés desenvolvimental (isto é, restrições estruturais no desenvolvimento embrionário) é uma explicação fundamental para esses fenômenos.

### Auto-organização de Kauffman

Darwinistas e estruturalistas concordam que estruturas celulares, como a membrana celular, se auto-organizam espontaneamente. Eles discordam sobre a importância da auto-organização em outras áreas da biologia.

O biólogo matemático Stuart Kauffman sugeriu em 1993 que a auto-organização pode desempenhar um papel ao lado da seleção natural em três áreas da biologia evolutiva: dinâmica populacional, evolução molecular e morfogênese. Em relação à biologia molecular, Kauffman foi criticado por ignorar o papel da energia em impulsionar reações bioquímicas nas células, que podem ser justamente chamadas de auto-catalíticas, mas que não se auto-organizam simplesmente.

### "Tipos" de Denton
O bioquímico Michael Denton defendeu um caso estruturalista para a auto-organização. Em um artigo de 2013, ele afirmou que "as formas básicas do mundo natural — os "Tipos" — são imanentes na natureza e determinadas por um conjunto de leis biológicas naturais especiais, as chamadas 'leis da forma'". Ele assegura que esses "padrões e formas recorrentes" são "universais genuínos". Nessa visão, a forma não é moldada pela seleção natural, mas pelas "propriedades auto-organizadoras de categorias específicas de matéria" e pelo "ajuste fino cósmico das leis da natureza". Denton foi criticado pelo bioquímico Laurence A. Moran como anti-darwiniano e favorável ao criacionismo.

### Enjuntas de Gould e Lewontin

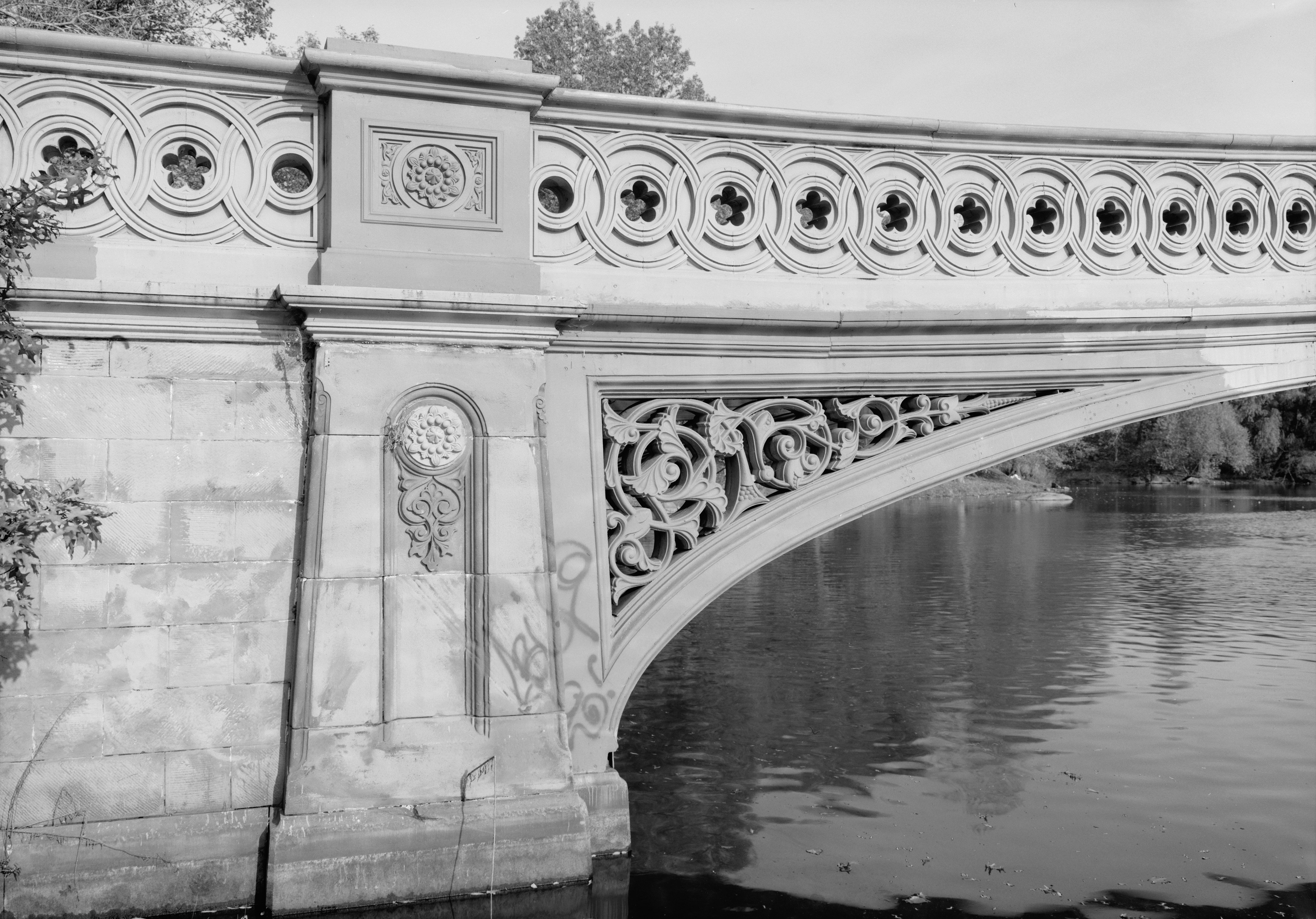
Um espandril ornamentado em uma ponte. Steven J. Gould e Richard Lewontin argumentaram que a área triangular é um subproduto da adaptação das estruturas ao seu redor.

Em 1979, influenciados por Seilacher, entre outros, o paleontólogo Stephen J. Gould e o geneticista populacional Richard Lewontin escreveram o que Wagner chamou de "o manifesto estruturalista mais influente", "The Spandrels of San Marco and the Panglossian Paradigm". Eles apontaram que características biológicas (como enjuntas arquitetônicos) não tinham necessariamente a adaptação como causa direta. Em vez disso, arquitetos não podiam evitar criar pequenas áreas triangulares entre arcos e pilares, pois os arcos precisam ser curvados e os pilares, verticais. Os espandris resultantes são exaptações, consequências de outras mudanças evolutivas. A evolução, argumentaram, não selecionou um queixo humano protuberante: em vez disso, a redução da fileira de dentes deixou a mandíbula saliente.

### Evolução pré-mendeliana de Müller e Newman
Estruturalistas extremos como Gerd B. Müller e Stuart A. Newman, herdando a perspectiva de D'Arcy Thompson, propuseram que leis físicas da estrutura, e não a genética, governaram grandes diversificações, como a explosão cambriana, seguidas mais tarde por mecanismos genéticos cooptados. Eles argumentaram ainda que houve uma fase "pré-mendeliana" da evolução dos animais, envolvendo forças físicas, antes que os genes assumissem o controle. Biólogos darwinianos admitem livremente que fatores físicos, como a tensão superficial, podem causar auto-montagem, mas insistem que os genes desempenham um papel crucial. Eles notam, por exemplo, que homologias profundas entre grupos amplamente separados de organismos, como as vias de sinalização e fatores de transcrição de coanoflagelados e metazoários, demonstram que os genes estiveram envolvidos ao longo da história evolutiva.

### Campos morfogenéticos de Goodwin

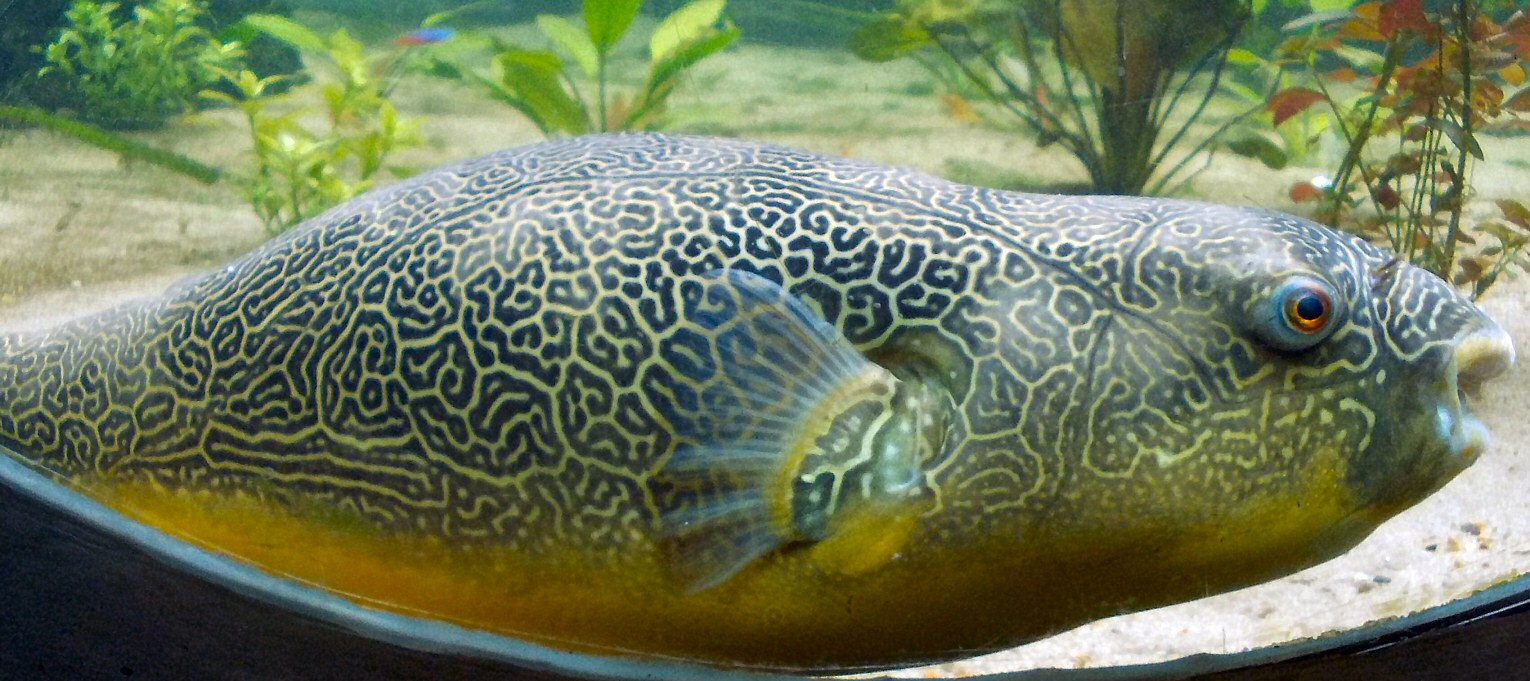
Padrões naturais como os na pele do baiacu-gigante podem ser criados por oscilações espaciais de sinais químicos.

O que Wagner chama de "um movimento marginal em biologia evolutiva", a forma de estruturalismo exemplificada por Brian Goodwin, nega efetivamente que a seleção natural seja importante, ou pelo menos que a complexidade biológica possa ser reduzida à seleção natural. Isso levou a conflitos com darwinistas como Richard Dawkins. Goodwin relacionou o antigo conceito de campo morfogenético à distribuição espacial de sinais químicos em um embrião em desenvolvimento. Ele demonstrou com um modelo matemático que uma variedade de padrões poderia ser formada escolhendo valores de parâmetros para criar padrões geométricos estáticos ou oscilações dinâmicas, sugerindo que o sistema de sinalização envolvido era de alguma forma uma alternativa à seleção natural. Dawkins comentou: "Ele acha que é anti-darwiniano, embora não possa ser, porque não tem uma explicação alternativa."

## Críticas

Laurence Moran observa que o estruturalismo foca principalmente em animais, mas os animais (destacados) formam apenas uma pequena porção da árvore da vida.

Embora concordem que mecanismos de formação de padrões como os descritos por Goodwin existam, os biólogos Richard Dawkins, Stephen J. Gould, Lynn Margulis e Steve Jones criticaram Goodwin por sugerir que a sinalização química forma uma alternativa à seleção natural.
Moran, um "bioquímico cético", comenta que 'estruturalismo' é uma "nova palavra da moda ... garantida para impressionar o público criacionista porque ninguém entende o que significa, mas soa muito 'científico' e filosófico". O filósofo da ciência Paul E. Griffiths escreve que os estruturalistas "veem essa estruturação do espaço de possibilidades biológicas como parte da estrutura física fundamental da natureza. Mas os fenômenos de inércia filogenética e restrição desenvolvimental não sustentam essa interpretação. Esses fenômenos mostram que os caminhos evolutivos disponíveis a um organismo são uma função da estrutura desenvolvimental do organismo".
Moran resume: "Não há nada na ciência que apoie as visões dos estruturalistas. Temos explicações perfeitamente boas para por que abelhas são diferentes de cogumelos e por que todos os vertebrados têm vértebras e não exoesqueletos. Não há evidências que sustentem a ideia de que, se você repetir a fita da vida, ela resultará em algo parecido com o que vemos hoje. Você pode ter certeza de que, ao visitar outro planeta, não encontrará vertebrados".
O biólogo evolutivo do desenvolvimento Lewis Held escreveu que "a noção de que aspectos da anatomia podem ser explicados por forças físicas (como rachaduras por expansão) foi defendida cerca de 100 anos antes em On Growth and Form de D'Arcy Thompson, de 1917, e no livro The Curves of Life de Theodore Cook, de 1914. Ao longo do século seguinte, vários traços foram propostos como surgindo mecanicamente em vez de geneticamente: convoluções cerebrais, condensações de cartilagem, corrugações de flores, cúspides dentárias e otólitos de peixes. A essa lista excêntrica podemos agora adicionar o sorriso torto do crocodilo, ou pelo menos a pele rachada que o cerca".